# Марія Вучинович
Марія Вучинович (народилася 30 січня 1958) — чорногорка хорватського походження, морська інженерка та політикиня, міністерка без портфеля в уряді Чорногорії протягом двох термінів і колишній член парламенту. Вона була одним із засновників і колишнім лідером правоцентристської політичної партії меншин Хорватська громадянська ініціатива (HGI), яку вона залишила в 2020 році.

## Кар'єра
Народилася в Рієці, Хорватія, закінчила інженерний факультет, відділення суднобудування та отримала диплом інженера суднобудування. Шістнадцять років працювала на Адріатичній верфі в Бієлі в будівельному бюро, у справах головного конструктора та начальником офісу. З 2005 року є президенткою партії Хорватська громадянська ініціатива та є членом Хорватсько-Чорногорської міждержавної ради. Була членом Хорватської національної ради Республіки Чорногорія.

## Політика

### Хорватська громадянська ініціатива
Вона виконує обов'язки міністерки без портфеля після того, як була призначена прем'єр-міністром Міло Джукановичем 4 грудня 2012 року та повторно призначена Душко Марковичем 28 листопада 2016 року. Вона була членом парламенту від хорватської меншини та президентом Хорватської громадянської ініціативи (HGI), партії, яка об'єднує хорватів у Чорногорії.

### Хорватська партія реформ
У лютому 2019 року через ідеологічні розбіжності з членами HGI головна рада партії усунула Вучинович з поста президентки партії, залишившись міністеркою в уряді Чорногорії. Зрештою вона вийшла з партії перед парламентськими виборами в Чорногорії 2020 року. У липні 2020 року вона стала одним із засновників нової Хорватської реформаторської партії інтересів хорватської меншини (Hrvatska Reformska Stranka, HRS), створеної після того, як центристська фракція HGI відійшла від партії, і сформувала новий політичний суб'єкт. На першому з'їзді партії Вучинович обрали президенткою нової партії. Новостворена партія балотувалася самостійно на виборах 2020 року, змагаючись за одне місце в хорватському парламенті з HGI.